# Cmentarz wojenny nr 191 – Lubcza
Cmentarz wojenny nr 191 – Lubcza – austriacki cmentarz wojenny z okresu I wojny światowej wybudowany przez Oddział Grobów Wojennych C. i K. Komendantury Wojskowej w Krakowie i znajdujący się na terenie jego okręgu VI Tarnów.
Znajduje się w Lubince. Leży na południowym stoku wzgórza Lubinka, nad lokalną drogą z Rychwałdu do Dąbrówki.
Zaprojektowany przez Heinricha Scholza. Pomnik centralny stanowi wysoka kolumna z bloków piaskowca, wokół której znajduje się napis o treści (tłum.): „Nie zakłócajcie skargą szczęścia zaszczytnej śmierci. Nie myślcie o poległych i nie żałujcie naszego utraconego życia. Czcijcie wierność czynu i bądźcie wdzięczni za radość pokoju”. Poniżej motyw antycznego hełmu. W 6 grobach zbiorowych pochowano tu 93 żołnierzy austro-węgierskich i 111 rosyjskich.